# Leucippé et Clitophon
Leucippé et Clitophon (ou Le Roman de Leucippé et Clitophon, ou Les Amours de Leucippé et Clitophon, ou encore Les Aventures de Leucippé et Clitophon), en grec τὰ κατὰ Λευκίππην καὶ Kλειτoφῶντα, est un roman grec écrit par Achille Tatius et datant probablement du IIe siècle apr. J.-C. Divisé en huit livres, il raconte les aventures d'un couple de jeunes gens originaires de Tyr et de Byzance, principalement en Égypte et à Éphèse.

## Histoire
Le récit principal est fait par Clitophon à un premier narrateur anonyme. Promis à sa demi-sœur Calligoné, le jeune Tyrien tombe cependant amoureux de sa cousine Leucippé, venue de Byzance, qui débarque dans sa ville natale quelques jours avant le mariage. Heureusement, un jeune homme de Byzance appelé Callisthénès, venu enlever Leucippé dont on lui avait vanté la beauté, s'est trompé et est parti avec Calligoné. Clitophon se glisse de nuit dans la chambre de Leucippé, mais ils sont surpris par la mère, avertie par un songe. Les deux amants s'enfuient de Tyr par mer, mais ils font naufrage en Égypte, où ils sont capturés par des brigands, qui veulent offrir Leucippé en sacrifice. Croyant la chose faite, Clitophon est sur le point de se suicider sur la tombe de sa maîtresse, mais le sacrifice est en réalité une mascarade mise en scène par des amis. Des soldats égyptiens secourent les captifs, mais leur officier tombe amoureux de Leucippé, recherchée d'ailleurs par plusieurs autres prétendants. L'un d'entre eux lui a fait boire un philtre d'amour, qui l'a rendue folle, jusqu'à ce qu'un antidote lui soit administré par un certain Chairéas. Mais alors qu'ils gagnent Alexandrie, Chairéas enlève Leucippé sur son navire ; Clitophon les poursuit, mais il croit voir depuis son navire la jeune fille se faire décapiter, et son corps être jeté en mer. 
Revenu totalement désespéré à Alexandrie, Clitophon est courtisé par une veuve d'Éphèse, Mélité, qui le convainc de l'épouser et de repartir avec elle à Éphèse. Mais, tout juste arrivé dans cette ville, il y retrouve Leucippé, qui n'était pas morte, car c'est en fait une autre femme qu'il avait vue se faire décapiter. Alors que Clitophon et Mélité couchent ensemble, le mari de cette dernière, lui aussi encore en vie, réapparaît. Celui-ci tente par la suite de violer Leucippé, devenue la servante de Mélité, et de faire accuser Clitophon de meurtre. Finalement, l'innocence de Clitophon est prouvée lors d'un procès, ainsi que la virginité de Leucippé (dans le temple d'Artémis). Le père de Leucippé, arrivé à Éphèse, donne sa bénédiction pour le mariage. Clitophon et Leucippé partent se marier à Byzance.

## Analyse
Le plus ancien jugement conservé sur l'œuvre est, au IXe siècle, celui de Photius (codex 87 de sa Bibliothèque) : il la trouve formellement très réussie, tant par la composition que par le style, mais sur le fond totalement immorale et à éviter absolument. Le roman n'en a pas moins eu du succès à l'époque byzantine. En Occident, il fut longtemps moins connu que les Éthiopiques d'Héliodore (IIIe – IVe siècle), qui ont bénéficié d'une traduction française de Jacques Amyot en 1547. On a même vu en Achille Tatius un imitateur d'Héliodore – les aventures de Leucippé et Clitophon rappelant fort celles de Théagène et Chariclée –, avant la découverte, en 1938, d'une version sur papyrus de l'histoire de Tatius qui daterait du IIe siècle.
Le roman, écrit par un sophiste de profession, passait chez les Byzantins pour un modèle de style, et abonde en morceaux de bravoure et autres passages attendus : discours, entretiens sur la théorie de l'amour, descriptions de peintures dans le genre de l'ekphrasis, descriptions de villes, de bêtes exotiques, digressions sur la mythologie… On peut y déceler également un subtil sens de l'humour, une coloration parodique qui en rend la lecture agréable. La  première traduction latine du roman d'Achille Tatius fut réalisée par Ludovico Annibale Della Croce et publié à Bâle en 1554. Cette traduction de Della Croce a été reproduite dans l’édition de ce roman, donnée en 1646, avec les notes de Saumaise.